# Phantom Shadow
Phantom Shadow – szósty album studyjny szwedzkiego zespołu Machinae Supremacy wydany 22 sierpnia 2014 roku przez Spinefarm Records. Na płycie znajduje się 16 utworów. Jest to album koncepcyjny a historia opowiadana w tym albumie została napisana w 2002 roku przez wokalistę – Roberta Stjärnströma.

## Lista utworów
Opracowano na podstawie materiału źródłowego.
1. "I Wasn't Made for the World I Left Behind"
2. "The Villain of this Story"
3. "Perfect Dark"
4. "Europa"
5. "Throne of Games"
6. "Meanwhile in the Hall Of Shadows"
7. "Phantom Battle"
8. "Captured (Sara's Theme)"
9. "Renegades"
10. "Beyond Good and Evil"
11. "The Second One"
12. "Redemption Was Never Really My Thing"
13. "The Bigger They Are the Harder They Fall"
14. "Versus"
15. "Mortal Wound (Skye's Requiem)"
16. "Hubnester Rising"